# Michael Learns to Rock
I Michael Learns to Rock, conosciuti anche con la sigla MLTR, sono un gruppo musicale danese di genere soft rock, formatosi nel 1988.
Il gruppo ha venduto oltre 9 milioni di copie, principalmente in Asia.

## Storia

### Gli esordi (1987-1992)
Nel 1987 Jascha Richter e Kåre Wanscher, studenti ad Aarhus, incontrarono Mikkel Lentz, all'epoca chitarrista dei Rocking Studs, e gli chiesero di formare una band. Un anno più tardi si aggiunse il bassista Søren Madsen.
Il gruppo debuttò ad Aarhus nel maggio del 1988, e successivamente partecipò al talent show annuale della città, vincendolo e facendo sentire la necessità di scegliere un nome definitivo per la band. In una intervista Richter ammise che il nome del gruppo si ispirava al nome del ex re del pop Michael Jackson: “Si, era come Johnny Hates Jazz and Frankie Goes to Hollywood. Sicuro, mi sono pentito molte volte di esserci chiamati così, ma abbiamo avuto successo così velocemente che alla fine ci siamo dovuti abituare”.
Un membro della giuria, J.P. Andersen, divenne il manager della band. Michael Learns to Rock suonò dal vivo ma non pubblicò l'omonimo album-debutto, Michael Learns to Rock, fino a settembre del 1991. Di questo album, il singolo "The Actor" scalò la classifica danese fino al primo posto ed ebbe anche successo in Norvegia, Svezia, Indonesia, Malesia, Singapore e nelle Filippine.

### Successo internazionale: Colours, Played on Pepper, Paint My Love & Nothing to Lose (1993-1999)
Uscito nel 1993, Colours ha venduto più di un milione di copie. L'album include i singoli "Sleeping Child," "25 Minutes" and "Out of the Blue", e ha raggiunto anche il mercato asiatico. Due anni dopo esce il loro terzo album, Played on Pepper, anch'esso raggiungendo più di un milione di copie; il gruppo organizzò 25 concerti in 10 nazioni. Tra le tracce di questo album si ricordano "That's Why (You Go Away)" e "Someday".
L'album di raccolta Paint My Love - Greatest Hits fu pubblicato nel 1996 e vendette 3.4 milioni copie. La band fu anche scelta come headliner (artisti principali) per il concerto “Celebrate Hong Kong” tenutosi il 6 luglio 1997, a sancire il definitivo ritorno del territorio, ceduto alla Gran Bretagna nel 1860, alla Repubblica Popolare Cinese. Il loro quarto album, Nothing to Lose, fu commercializzato nel settembre del 1997.
Poco più tardi, i componenti del gruppo si presero una pausa per passare del tempo con le loro famiglie e sviluppare dei progetti personali da solisti o in collaborazione con altri artisti. Decisero, inoltre, di semplificare il nome della band con l'acronimo MLTR. Durante la pausa, Richter scrisse alcune nuove canzoni per la band, tra le altre, "Strange Foreign Beauty" che fu poi aggiunta nell'album del 1999: "Greatest Hits - Strange Foreign Beauty". L'album contiene i loro successi, sia remixati che rivisti.

### Ricomponimento e nuove produzioni (2000-2006)
Nel 2000, Søren Madsen decide di lasciare il gruppo per dedicarsi ad una carriera da solista. I tre membri rimanenti produssero l'album Blue Night, che quasi divenne “disco di platino” in Danimarca (raggiungibile a 40 000 copie) e che vendette bene anche in Asia, dove la vendita raggiunse quasi un milione di copie. L'anno seguente venne pubblicata la biografia dei MLTR, "Something You Should Know", scritta da Poul Martin-Bonde, e vennero messi in commercio alcuni inediti. L'edizione inglese del libro venne intitolata"It Never Rains On Bali" (Non piove mai su Bali), in riferimento ad un incidente avvenuto durante il concerto a Bali nel 1995: un temporale non previsto causò la fine anticipata del concerto.
Dopo “Blue Night”, i MLTR si presero una lunga pausa, per permettere a Jascha Richter di lavorare sul suo album solista, “Planet Blue”. Jascha e la band ammisero successivamente di aver preso in considerazione l'idea di rompere il gruppo durante questo periodo. Non si arrivò allo smembrament anche grazie al successo dei loro “greatest hits” album, come "19 Love Songs / Love Ballads" del 2002.
Nel 2004, il gruppo si ricompose per il loro sesto album, intitolato "Michael Learns to Rock", commercializzato in Asia come "Take Me To Your Heart". Nello stesso anno decisero di cambiare nuovamente il loro nome tornando, dalla sigla MLTR, all'originario Michael Learns to Rock.
L'album "Take Me To Your Heart" era mirato al mercato asiatico. Il singolo "Take Me To Your Heart" è una cover di "Goodbye Kiss (吻别)" di Jacky Cheung, canzone molto popolare in Cina, Hong Kong, Vietnam, Taiwan e Thailandia . MLTR cantarono "Take Me To Your Heart" in un duetto con il cantante cinese Hu Yanbin al New Year's Party del 2005 a Guangzhou, Cina. La band duettò inoltre con la star sud-coreana Shin Hye-sung, appartenente alla boy band Shinhwa. Questo album fu uno dei maggiori successi dei MLTR in Asia, in particolare in Cina.

### The Best of Live album, Eternity & Scandinavia (2007-2012)
Nel 2007, MLTR pubblicarono "The Best of Michael Learns to Rock Live" e in luglio organizzarono un tour in Hong-Kong, Taiwan, Thailandia e Malesia. In altri posti, l'album fu prodotto con il nome “The Live Musical Adventures of Michael Learns to Rock/ I Walk This Road Alone", e arricchito con delle registrazioni live del loro tour in Asia “Take Me To Your Heart”, principalmente dei loro concerti in India nel settembre del 2005.
Nel novembre del 2008, i MLTR distribuirono il loro settimo album, intitolato Eternity prodotto dalla loro etichetta indipendente, MLTR Music, in associazione con l'etichetta danese At:tack. La band, nel sito web, giustificò il nome del nuovo album con il fatto che “la band ha intenzione di produrre musica fin tanto che il farlo susciti in loro felicità”.
Anche se le vendite erano abbastanza basse, il secondo singolo dell'album, "Sweetest Surprise", raggiunse il primo posto in Thailandia a poche settimane dalla pubblicazione. Nell'anno seguente, una nuova traccia "It's Gonna Make Sense" divenne presto nota in Asia grazie al reality-show filippino Pinoy Big Brother che la utilizzò per chiudere la stagione. La promozione dell'album portò i MLTR in tour, “Eternity South East Asia Tour”, che ebbe una risposta decisamente positiva e portò il gruppo a programmare più concerti all'estero.
Nel giugno del 2012  è uscito il loro ottavo album, intitolato Scandinavia, da cui viene estratto il singolo "Any Way You Want It". Il video della canzone viene girato in Nepal.

### Ultimi anni: 25 (2013-presente)
Nel 2014 esce la raccolta dal titolo 25, per celebrare i 25 anni della band compiuti nel 2013. La raccolta contiene due inediti, "Silent Times" e "Call On Love", entrambi pubblicati come singoli.

## Formazione

### Formazione attuale
- Jascha Richter: cantante e tastierista, nato il 24 giugno 1963.
- Kåre Wanscher: batterista, nato il 14 giugno 1969.
- Mikkel Lentz: chitarrista, nato il 20 dicembre 1968.

### Ex componenti
- Søren Madsen: bassista, nato il 23 aprile 1967 ed esclusosi dalla band nel 2000.

## Discografia

### EP
- 2016 – With Love

### Album in studio
- 1991 – Michael Learns to Rock
- 1993 – Colours
- 1995 – Played on Pepper
- 1997 – Nothing to Lose
- 2000 – Blue Night
- 2004 – Michael Learns to Rock
- 2008 – Eternity
- 2012 – Scandinavia
- 2018 – Still

### Album dal vivo
- 2007 – The Best Of Michael Learns To Rock Live

### Raccolte
- 1996 – Paint My Love - Greatest Hits
- 1999 – Complicated Heart - Greatest Hits Vol. 2
- 1999 – MLTR
- 2001 – 19 Love Ballads
- 2004 – All The Best Of Michael Learns To Rock
- 2005 – All The Best
- 2005 – Frostbite
- 2005 – That's Why (You Go Away)
- 2005 – The Ultimate Collection
- 2005 – India Tour Edition
- 2006 – Ultimate Collection 15th Anniversary Edition
- 2007 – I Walk This Road Alone
- 2007 – Greatest Hits - Asian Tour Limited Edition
- 2007 – The Best of Michael Learns To Rock - Live
- 2009 – Out of the Blue - The Best of MLTR
- 2011 – Everlasting Love Songs
- 2012 – De første fra Michael Learns to Rock
- 2013 – The Ultimate Collection (solo Malaysia)
- 2014 – 25: The Complete Singles

### Singoli
- 1991 – My Blue Angel
- 1991 – I Still Carry On
- 1991 – The Actor
- 1993 – Sleeping Child
- 1993 – Wild Women
- 1994 – 25 Minutes
- 1994 – Something Right
- 1995 – Someday
- 1995 – That's Why (You Go Away)
- 1996 – How Many Hours
- 1996 – Paint My Love
- 1997 – Breaking My Heart
- 1997 – Something You Should Know
- 1997 – I'm Gonna Be Around
- 1999 – Strange Foreign Beauty
- 1999 – Complicated Heart (1999 remix)
- 1999 – Sleeping Child (riedizione)
- 1999 – The Actor (riedizione)
- 2000 – Angel Eyes
- 2000 – You Took My Heart Away
- 2001 – One Way Street
- 2001 – The Ghost of You
- 2003 – Frostbite
- 2004 – Final Destination
- 2004 – Salvation
- 2004 – Take Me to Your Heart
- 2004 – This Is Who I Am
- 2008 – When Tomorrow Comes
- 2008 – Sweetest Surprise
- 2011 – The Actor (riedizione)
- 2012 – Renovate My Life
- 2012 – Any Way You Want It
- 2014 – Silent Times
- 2014 – Call on Love
- 2015 – Eternal Love
- 2015 – I'll Wait for You
- 2016 – We Shared the Night
- 2016 – Dream Girl
- 2018 – Everything You Need
- 2018 – Hold on a Minute